# Cassaigne
Cassaigne é uma comuna francesa na região administrativa de Occitânia, no departamento de Gers. Estende-se por uma área de 8,58 km². Em 2010 a comuna tinha 229 habitantes (densidade: 26,7 hab./km²).